# Franz Adickes (Chemiker)
Franz Erich Wilhelm Adickes (* 8. November 1897 in Kiel; † 22. Oktober 1973) war ein deutscher Chemiker und Hochschullehrer. 

## Leben
Er war der Sohn des Kieler Universitätsprofessors Erich Adickes und besuchte das Gymnasium in Tübingen, nachdem sein Vater an der dortigen Universität eine Professur erhalten hatte. Anschließend studierte er in Tübingen und Kiel, an der TH München und an der Universität Freiburg. 1922 promovierte und 1927 habilitierte er sich. Das Thema seiner Dissertation in Freiburg lautete Der Abbau der Isodesoxybiliansäure.
1933 erhielt Franz Adickes eine außerordentliche Professur der organischen Chemie in Tübingen. Von 1938 bis 1945 war er als Oberregierungsrat an der militärärztlichen Akademie und gleichzeitig außerordentlicher Professor an der Universität Berlin. Er war Mitglied im Reichsluftschutzbund, NSLB, NS-Bund Deutscher Technik, Reichsbund der deutschen Beamten und der NSV.
1946 wechselte er in die Privatwirtschaft und wurde Chemiker in der wissenschaftlichen Abteilung der Firma C. H. Boehringer in Ingelheim am Rhein. 1949 gelang es ihm, durch das Anhängen eines Butylrestes die Heilwirkung des Scopolamins zu verbessern.